# إميري بارنز
إميري بارنز هو لاعب كرة قدم أمريكية ولاعب كرة القدم الكندية وسياسي كندي، ولد في 15 ديسمبر 1929 بنيو أورلينز في الولايات المتحدة، وتوفي في 1 يوليو 1998 بفانكوفر في كندا. حزبياً، نشط في الحزب الديمقراطي الجديد في كولومبيا البريطانية ‏.